# Comitatul Limerick
Limerick (în irlandeză Contae Luimnigh) este un comitat în Irlanda.

## Personalități născute aici
- John Flanagan (1873 - 1938), atlet american.